# 대한민국 정무장관(제3)실
정무장관(제3)실(政務長官(第三)室)은 대한민국의 옛 중앙행정기관이다. 1981년 4월 8일 발족하였으며 1982년 3월 20일 폐지되었다.

## 설치 근거 및 소관 업무
- 정부조직법 [법률 제3422호, 1981.04.08 일부개정] 제18조[1]
- 정무장관실직제 [대통령령 제10280호, 1981.04.08 제정] 제1조[2] 및 제2조[3]

## 연혁
- 1981년 4월 8일 - 정무장관(제3)실을 신설.
- 1982년 3월 20일 - 정무장관(제3)실을 폐지.

## 역대 장·차관

### 정무제3장관 보좌관
| 정부        | 대수      | 이름           | 임기                               | 출신지 | 출신학교 | 비고                         |
| ----------- | --------- | -------------- | ---------------------------------- | ------ | -------- | ---------------------------- |
| 제 5 공화국 | 직무 대리 | 김기수(金基壽) | 1981년 5월 28일 ~ 1981년 7월 15일  |        |          | 제2무임소장관실 정책관리실장 |
| 제 5 공화국 | 초대      | 김기수(金基壽) | 1981년 7월 16일 ~ 1981년 12월 25일 |        |          | 제2무임소장관실 정책관리실장 |

## 같이 보기
- 정무장관실
- 정무장관(제1)실
- 정무장관(제2)실